# Nathan George Evans
Pour les articles homonymes, voir Evans.
Nathan George « Shanks » Evans, né le 3 février 1824 dans le comté de Marion et mort le 23 novembre 1868 à Midway, est un militaire américain.
Capitaine dans le 2e régiment de cavalerie, il devient général de brigade dans l'armée confédérée pendant la guerre de Sécession. Il dirige notamment une brigade lors de la première bataille de Bull Run avec laquelle il lance les premières hostilités de la bataille pour contrer une offensive nordiste.